# 에스토니아 공산당

에스토니아 공산당(에스토니아어: Eestimaa Kommunistlik Partei, EKP)은 에스토니아의 정당이다.
에스토니아 공산당은 소련 공산당의 에스토니아 부문 중앙위원회가 모당(母黨)으로부터 분리된 1920년 11월 5일에 창당되었다. 1920년대 전반에 즉각적인 세계 혁명에 대한 희망이 매우 높았기에 에스토니아 공산주의자들은 자신들의 힘의 회복에 대한 희망을 가지게 되었다. 크나큰 경제 및 사회적 위기가 이들의 희망을 지지해 주었다.
1917년 대중적 인기가 급하락을 경험했음에도 산업 프롤레타리아층, 토지가 없는 소작농, 실업자, 교사, 학생들로부터 상당한 지지를 받았다. 특히 1920년대에 노동조합 운동에서 영향력 있는 위치에 있었다. 그러나 1924년 12월 1일 에스토니아 공산주의자들의 쿠데타 시도가 실패하면서 이 당은 70~200명으로까지 지지자층의 감소가 이어지며 1940년까지 낮은 상태를 유지했다. 이 정당의 자체 기록에 따르면 1940년 7월 소련의 일부였던 당시 150명의 당원만이 존재했다.
이 당은 1990년 3월 26일 해체되었다.